# QAnon

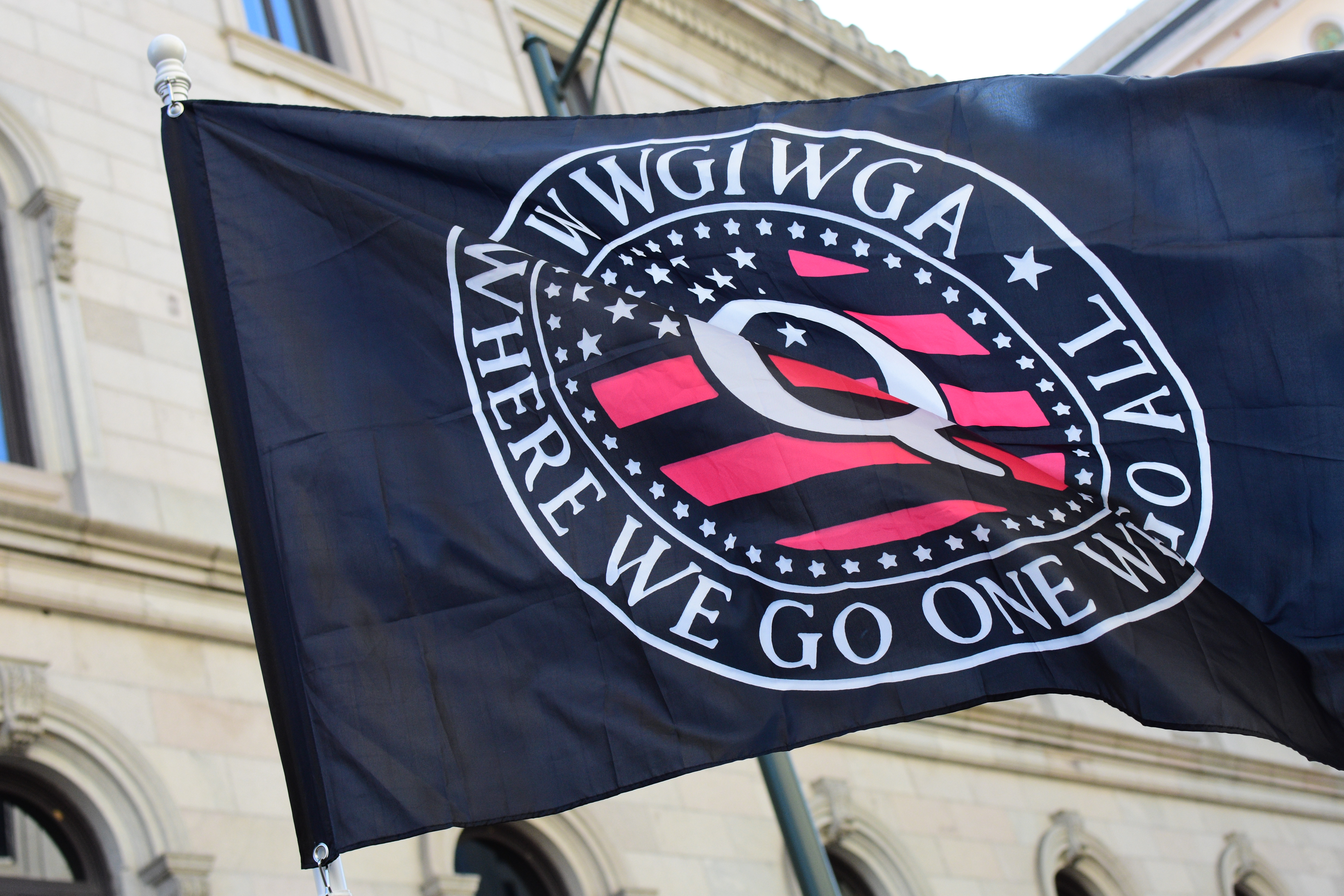
Флаг QAnon на митинге в защиту Второй поправки к Конституции США в Ричмонде в январе 2020 года

QAnon («кью-анон») — распространённая в США теория заговора и политическое движение среди американских ультраправых, возникшие во времена первого президентства Дональда Трампа. Последователи QAnon убеждены в том, что Соединёнными Штатами (или даже всем миром) правит некая тайная и могущественная клика сатанистов-педофилов, включающая в себя лидеров Демократической партии, бизнесменов, голливудских актёров, королевские семьи и других знаменитостей. Она якобы поддерживает гигантскую международную схему сексуальной эксплуатации несовершеннолетних и существует уже на протяжении долгого времени. Трамп является центральным положительным героем QAnon: сторонники QAnon ожидают от него неких решительных действий в ближайшем будущем — массовых чисток, арестов и казни тысяч членов заговора.
Теория заговора восходит к серии публикаций на анонимном веб-форуме 4chan и позже 8chan в 2017—2019 годах — оставшийся неизвестным автор этих сообщений утверждал, что является сотрудником правительства с высшим уровнем допуска к государственной тайне (Q). Ранее на этом же форуме публиковались схожие откровения «анонов», якобы раскрывавших государственные тайны — FBIAnon, HLIAnon и других — и публикации Q строились на базе более ранних теорий заговора, таких как Пиццагейт и идеи о глубинном государстве. В дальнейшем идеи QAnon распространились по социальным сетям и форумам, таким как Twitter, Facebook и Reddit, вышли за пределы США, найдя последователей в Европе и странах Латинской Америки; согласно отчётам Facebook, в 2020 году связанные с QAnon группы лишь в одной этой сети насчитывались тысячами и охватывали миллионы пользователей. В 2020 году Палата представителей США специальной резолюцией осудила QAnon и отвергла утверждения теории заговора. Последний пик активности QAnon пришелся на Президентские выборы в США (2020), которые выдвигавшийся на второй срок Трамп проиграл Джо Байдену; сторонники теории заговора были среди участников захвата Капитолия в январе 2021 года.

## История

### Пиццагейт
Возникновению QAnon предшествовала другая теория заговора — Пиццагейт, возникшая в социальных сетях осенью 2016 года на фоне предстоящих президентских выборов и в связи со взломом переписки Джона Подесты, начальника предвыборного штаба Хиллари Клинтон. Сторонники теории утверждали, что Клинтон и другие видные лица Демократической партии связаны с тайной организацией насильников детей. Особое внимание в этой теории отводилось пиццерии Comet Ping Pong в Вашингтоне — якобы месту сборищ организации и ритуального насилия над детьми. 4 декабря 2016 года некий Эдгар Велч ворвался в заведение с оружием и сделал несколько выстрелов, намереваясь освободить якобы заключённых в подвале детей, но ничего не нашёл — в пиццерии даже не было подвала. Журнал Newsweek, комментируя первую волну популярности QAnon в ноябре 2017 года, называл его «Пиццагейтом на стероидах».

### Культура 4chan
Политический форум /pol/ анонимного имиджборда 4chan представлял собой благодатную почву для Пиццагейта и подобных теорий заговора, и многие элементы будущей теории QAnon присутствовали в умах его посетителей до появления Q: они предрекали «арест клики» и «освобождение планеты Земля от тёмных сил», обвиняли Хиллари Клинтон в растлении малолетних, сексуальном насилии и людоедстве.
Само по себе появление в /pol/ очередного анонима, который представлялся высокопоставленным чиновником и делился с другими посетителями якобы засекреченной информацией о расследованиях и скорых арестах, не было редкостью — в 2016—2017 годах на форуме действовали разные «аноны», в том числе FBIAnon, будто бы представлявший ФБР, HLIAnon (High Level Insider — «инсайдер высокого уровня»), CIAAnon и CIA Intern, вещавшие от лица ЦРУ, или WH Insider Anon (White House — Белый дом); эти «аноны» в своих откровениях «подтверждали» разные истории заговора, в том числе и Пиццагейт — FBIAnon, например, от лица ФБР заявлял, что зарубежные доноры платят Биллу и Хиллари Клинтонам «детьми». «Буря», которую предвещал Q, очень сильно напоминала «Событие» (англ. The Event), которое в июле 2017 года на том же самом форуме предсказывал пользователь, называвший себя Victory of the Light; «Событие» также включало в себя массовые аресты членов клики и обращение к народу через систему экстренного оповещения. Хотя 4chan — анонимный форум, на нём есть возможность использовать «трипкод» — уникальный идентификатор, позволяющий маркировать сообщения как оставленные одним и тем же автором. Именно этой системой позже пользовался и Q
В те же годы в /pol/ на регулярной основе создавались обсуждения-«треды», посвящённые торговле людьми — они маркировались аббревиатурой /htg/ (англ. Human Trafficking General — «основной тред о торговле людьми»). В этих тредах точно так же процветали «инсайдеры» со своими собственными рассказами о якобы обнаруженных ими организациях педофилов, массово похищающих американских детей для сексуальной эксплуатации. Обитатели /htg/-тредов образовали тесное, напоминающее ролевые игры живого действия сообщество, терпящее насмешки со стороны других обитателей /pol/, но увлечённое своим повествованием и мифологией. Издание Bellingcat называло /htg/-треды «недостающим звеном» в эволюции от Пиццагейта к QAnon.

### Заявления Q
28 октября 2017 года в /pol/ в треде под названием «Затишье перед бурей» (Calm Before the Storm) появился пост, в котором говорилось:

Приказ об экстрадиции ХРК начиная со вчера действует в нескольких странах на случай попытки бегства через границу. Паспорт на особом контроле с 12:01 ночи 30 октября. Ожидаются массовые беспорядки противников и другие попытки бегства из США. Операцию проведут Вооружённые силы США, НГ приведена в боевую готовность. Доказательство: 30 октября найдите бойца НГ в любом из крупных городов и спросите, находится ли он на боевом дежурстве.
Оригинальный текст (англ.)HRC extradition already in motion effective yesterday with several countries in case of cross border run. Passport approved to be flagged effective 10/30 @ 12:01 am. Expect massive riots organized in defiance and others fleeing the US to occur. US M's will conduct the operation while NG activated. Proof check: Locate a NG member and ask if activated for duty 10/30 across most major cities. 

Фразу «Наверное, это затишье перед бурей» произнёс Дональд Трамп на встрече со своими военными советниками 5 октября 2017 года, поставив всех в тупик её загадочностью. Никаких комментариев, уточняющих, что он имел в виду, не последовало.
В течение четырёх дней в октябре 2017 года Q оставил на 4chan в общей сложности 17 сообщений, отмеченных уникальным трипкодом — они были первыми среди тысяч будущих постов, известных в культуре QAnon как «дропы» (англ. drops), «крошки» или «хлебные крошки» (англ. crumbs, breadcrumbs). Общий смысл сообщений Q сводился к тому, что он входит в глубоко засекреченный круг ближайших советников президента Трампа, которым поручено исполнить некий грандиозный план и донести его содержание до американской общественности. Себя он первоначально называл «патриотом с допуском [к государственной тайне] уровня Q» (англ. Q Clearance Patriot). «Допуск уровня Q» (англ. Q clearance) является обозначением, применяемым Министерством энергетики США для обозначения высшего уровня доступа к государственной тайне. Q намекал, что находится в непосредственной близости от президента (известного среди сторонников теории заговора как Q+).
Уже из первых слов об «экстрадиции Клинтон» следовало, что Q использует идею Пиццагейта о том, что Хиллари Клинтон принадлежит к группировке, занимающейся торговлей детьми. Следующие сообщения были посвящены Дональду Трампу (обозначенному аббревиатурой POTUS, то есть «президент Соединённых Штатов») — центральному герою, который должен был вывести клику на чистую воду; Q также упоминал «Операцию „Пересмешник“» (англ. Operation Mockingbird) — в его трактовке это был заговор мейнстримных СМИ, которые якобы скрывали правду о клике сатанистов-педофилов с помощью фальшивых новостей; Хуму Абедин и финансиста Джорджа Сороса как сообщников Клинтон. В ноябре 2017 года Q оставил уже 223 «дропа», в декабре — 219, в январе 2018 года — 200, последовательно развивая свою мифологию; он начал использовать термины «антифа», «великое пробуждение», упоминать Саудовскую Аравию, в том числе как «Страну Чудес» — таким образом, к идеям QAnon подключались уже существовавшие ранее теории заговора о влиянии принца Аль-Валида ибн Талала на американскую политику: якобы Барак Обама и Хилари Клинтон получали от него деньги. Похожим образом в дропах появлялись Иран и Северная Корея, которым администрация Обамы будто бы помогала разрабатывать ядерное оружие в ущерб американским интересам; в число «злодеев» вошли политики Нэнси Пелоси и Джон Маккейн.

## Культура и последователи QAnon

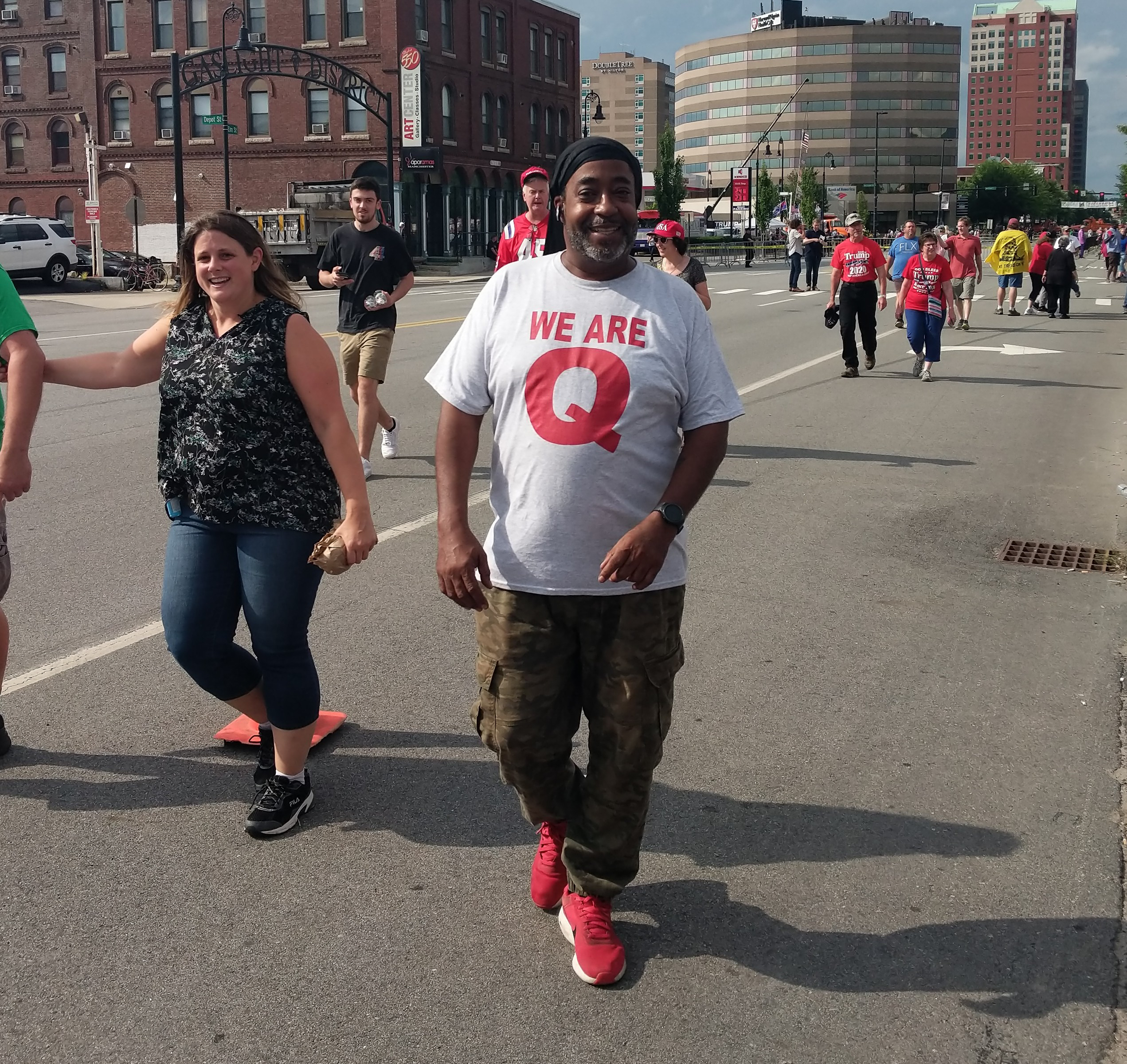
Участник митинга в поддержку Дональда Трампа в Манчестере (Нью-Гэмпшир). Надпись на майке: «Мы — Q».

В связи с QAnon получили распространение разного рода характерные словечки, лозунги, слоганы, хэштеги — по ним сторонники QAnon узнавали друг друга, и использование этих слов и выражений повышало узнаваемость QAnon как движения и его присутствие в сети. Сюда, например, относились термины «клика» (англ. cabal) и «Буря» (англ. the Storm); фразы «доверяйте плану» (англ. Trust the plan) или «наслаждайтесь представлением» (англ. Enjoy the show), которые часто употреблял Q; сама буква Q, иногда кодируемая цифрами 17 — как семнадцатая буква английского алфавита. Особую популярность приобрёл лозунг Where we go one, we go all («Где один, там мы все» или «Один за всех, все за одного»), заимствованный из фильма «Белый шквал» (1996) — эти слова ради краткости обозначали аббревиатурой WWG1WGA.
Уже в ноябре 2017 года поклонники Q начали распространять его идеи за пределы 4chan, на более мейнстримные платформы, как YouTube, Twitter и Reddit; этим занимались, в частности, модераторы 4chan Коулмен Роджерс и Пол Фёрбер в союзе с ютубершей Трейси Диас. Фёрбер, в частности, вместе со своей женой запустил на YouTube круглосуточный канал под названием Patriots' Soapbox; вместе с Роджерсом и Диас они создали на Reddit тематический форум-сабреддит r/CBTS_Stream (от Calm Before The Storm — «затишье перед бурей». В марте 2018 года администрация Reddit закрыла этот сабреддит за нарушение правил ресурса. Журналистка Лиз Крокин приняла самое деятельное участие в распространении идей QAnon, став одним из самых влиятельных людей в движении: она транслировала свои более доступные и понятные интерпретации посланий Q через YouTube и Twitter. Для Крокин было ещё более, чем для Q, характерно соединение под эгидой QAnon самых разных теорий заговора и суеверий — например, вера в то, что проект «МК-Ультра» продолжает действовать и контролирует Голливуд, что политик Джон Кеннеди-младший не погиб в авиакатастрофе, а скрылся и теперь совместно с Трампом готовит «Бурю», что демоны реальны и тому подобное.
Среди ранних сторонников и проповедников QAnon оказалась популярная актриса Розанна Барр и телеведущий Fox News Шон Хэннити. Благодаря Fox News и другим каналам Fox Corporation информация о QAnon широко распространилась среди правых консервативных телезрителей. Радиоведущий Алекс Джонс, уже известный как ультраправый конспиролог, тоже поддержал QAnon и рассказывал о ней через свое «Шоу Алекса Джонса» и сайт InfoWars. Джонс уверял, что лично общался с Q.
В поддержку QAnon высказывался создатель игры Minecraft шведский программист и миллиардер Маркус Перссон. Политик Марджори Тейлор Грин, избранная в 2021 году членом Палаты представителей США, высказывала поддержку QAnon и повторяла лозунги движения, став наиболее известным его последователем среди политиков; впрочем, после избрания в Конгресс Грин постаралась от него дистанцироваться.

## Идеи и несбывшиеся предсказания
Журналист Трэвис Вью, автор критического подкаста QAnon Anonymous, в 2019 году излагал господствующие среди последователей QAnon идеи следующим образом: существует всемирная клика насильников детей, поклоняющихся Сатане; они по сути правят миром и контролируют все — политиков, СМИ, Голливуд. Они продолжали бы править миром, если бы не избрание президентом США Дональда Трампа. Трамп знает об этом заговоре и при поддержке американских военных намерен положить ему конец; в этом и есть одна из причин, по которой Трамп был избран президентом США. Эта клика сатанистов-педофилов-людоедов, втайне управляющая США и миром, также называлась «глубинным государством». Журналистка The Guardian Джули Кэрри Вонг описывала QAnon как «нестабильную смесь Пиццагейта, InfoWars и сатанинской паники 1980-х годов», изменчивую и с легкостью интегрирующую в себя другие теории заговора.

### «Буря»

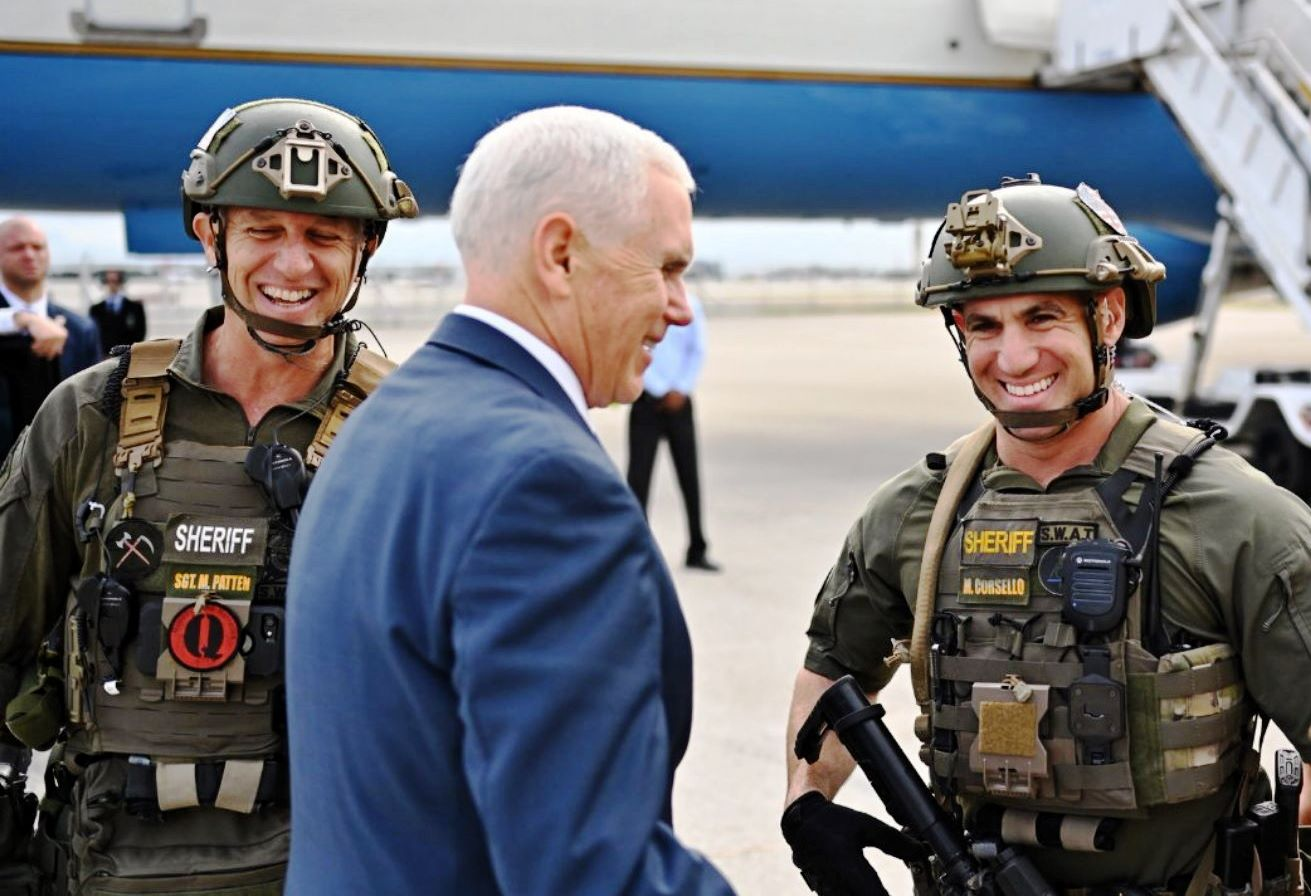
Вице-президент США Майк Пенс под охраной бойцов группы SWAT полиции округа Брауард в аэропорту Форт-Лодердейл/Холливуд во Флориде 30 ноября 2018 года. На бронежилете стоящего слева полицейского Майка Пэттена прикреплён знак в виде буквы Q на красном фоне, символ движения QAnon. За это полицейский получил дисциплинарное взыскание и был переведён из группы SWAT в другое подразделение.

Последователи QAnon ожидали события под названием «Буря» или «Шторм» (англ. Storm), когда враги Трампа должны быть массово арестованы, разоблачены и казнены как каннибалы-педофилы. Среди этих врагов назывались разные политики и государственные деятели — в частности, Хиллари Клинтон, начальник ее избирательного штаба Джон Подеста, представитель от штата Калифорния Адам Шифф, бывший директор ФБР Джеймс Коми, бывший директор ЦРУ Джон Бреннан, бывшие президенты Билл Клинтон и Барак Обама, финансист Джордж Сорос, некоторые голливудские знаменитости, как актёр Том Хэнкс — аресты «Бури» будто бы должны были охватить десятки тысяч человек. Эти люди должны были быть взяты под стражу и, возможно, преданы суду военных трибуналов. Для этого уже якобы было заготовлено 25 тысяч секретных обвинительных актов. По заявлениям Q, враждебная Трампу клика должна была устроить бунты и беспорядки в разных городах США, чтобы помешать арестам; правительство США со своей стороны должно было использовать национальную систему экстренного оповещения Emergency Broadcast System, чтобы разъяснить гражданам, что происходит на самом деле, на фоне исходящих от клики фальшивых новостей, и Трамп должен был ввести в стране военное положение на несколько месяцев. По изначальным заявлениям Q, «Буря» была назначена на 3 ноября 2017 года; этого не произошло, однако последователи QAnon продолжали ожидать её в будущем. Другой напряженно ожидаемой датой «Бури» или «Великого Пробуждения» было 20 января 2021 года — дата инаугурации Джо Байдена, сменившего Трампа на посту президента США: в этот день в полдень будто бы должно было быть оглашено послание по системе экстренного оповещения и начаться аресты.

### Возвращение Кеннеди-младшего
Многие последователи QAnon придавали особое значение фигуре Джона Кеннеди-младшего, сына 35-го президента США Джона Кеннеди. Как убийство Джона Кеннеди в 1963 году, так и гибель Кеннеди-младшего в авиакатастрофе в 1999 были предметом множества теорий заговора задолго до появления QAnon. С 2018 года журналистка Лиз Крокин заявляла, что Кеннеди-младший подстроил свою смерть и скрылся, и что он и есть Q; другие последователи QAnon уверяли, что некий Винсент Фуска из Питтсбурга, сторонник Трампа, часто посещающий мероприятия в его поддержку — выживший Кеннеди-младший, и что он должен раскрыть себя и присоединиться к предвыборной кампании Трампа в 2024 году как кандидат в вице-президенты. 2 ноября 2021 года несколько сотен последователей QAnon собрались на Дили-Плаза в Далласе, на месте убийства президента Кеннеди: как они ожидали, в этот день и в этом месте Кеннеди-младший, или его отец — покойный президент Кеннеди, или и тот, и другой должны явиться перед народом. За этим должно было последовать восстановление Трампа на посту президента, но Трамп в дальнейшем должен был уступить этот пост Кеннеди-младшему. Этого не произошло, но десятки последователей QAnon и в следующие недели продолжали приходить на Дили-Плаза в надежде, что Кеннеди всё-таки появится; их вожак Майкл Протцман предсказывал новые и новые даты этого явления. Уилл Соммер, автор книги Trust the Plan: The Rise of QAnon and the Conspiracy That Reshaped America, утверждал, что на пике популярности теории о возвращении Кеннеди-младшего в нее верило около 20 % процентов от всех последователей QAnon, и те, кто верил — «верил на все сто».

### Другие утверждения
Расследование специального прокурора США Роберта Мюллера — по обвинениям России во вмешательстве в президентские выборы 2016 года — занимало особое место в мифологии QAnon. По убеждению последователей QAnon, расследование было лишь прикрытием, на самом деле президент Трамп и спецпрокурор Мюллер работали вместе, чтобы разоблачить заговор «глубинного государства». Эти идеи также высказывались на 4chan ещё за несколько дней до публикации Q. По версии QAnon, президент России Владимир Путин находится на стороне Трампа и также активно противодействует всемирному заговору сатанистов.
В ходе вооружённого вторжения России на Украину в 2022 году сторонники движения ретранслировали утверждения российских властей о наличии на Украине лабораторий по разработке биологического оружия.

## Происшествия
15 июня 2018 года 30-летний Мэтью Филлип Райт, вооружённый полуавтоматической винтовкой, на бронированном автомобиле заблокировал движение на мемориальном мосту Майка О’Каллагана — Пэта Тиллмана на границе штатов Невада и Аризона, требуя «обнародовать доклад генерального инспектора», имея в виду доклад генерального инспектора Министерства юстиции США Майкла Хоровица по итогам расследования действий ФБР в деле Хиллари Клинтон. Этот доклад был опубликован 14 июня, но Q намекал, что публике будет доступна лишь существенно отредактированная версия, а полная содержит в себе много компрометирующих сведений о Хиллари Клинтон, руководстве Демократической партии, ФБР и других врагах Трампа. Райт был арестован и обвинён в терроризме.
13 марта 2019 года в нью-йоркском районе Тодт-Хилл, на крыльце своего дома, был застрелен один из самых влиятельных боссов американской мафии, 53-летний Франческо (Фрэнки Бой) Кали, возглавлявший семью Гамбино. Подозреваемый, 24-летний Антонио Комелло, был задержан по горячим следам. В июле его адвокат заявил, что Антонио совершил убийство под влиянием серьёзного увлечения конспирологической теорией QAnon: Антонио верил, что босс мафии Кали сотрудничает со спецслужбами и является частью заговора «глубинного государства» с целью свержения президента Дональда Трампа. Адвокат сообщил, что его подзащитный собирался провести «гражданский арест» мафиозного босса, а также мэра Нью-Йорка Билла Де Блазио, передать их в руки военных и, тем самым, помочь Трампу в борьбе с «международным заговором».

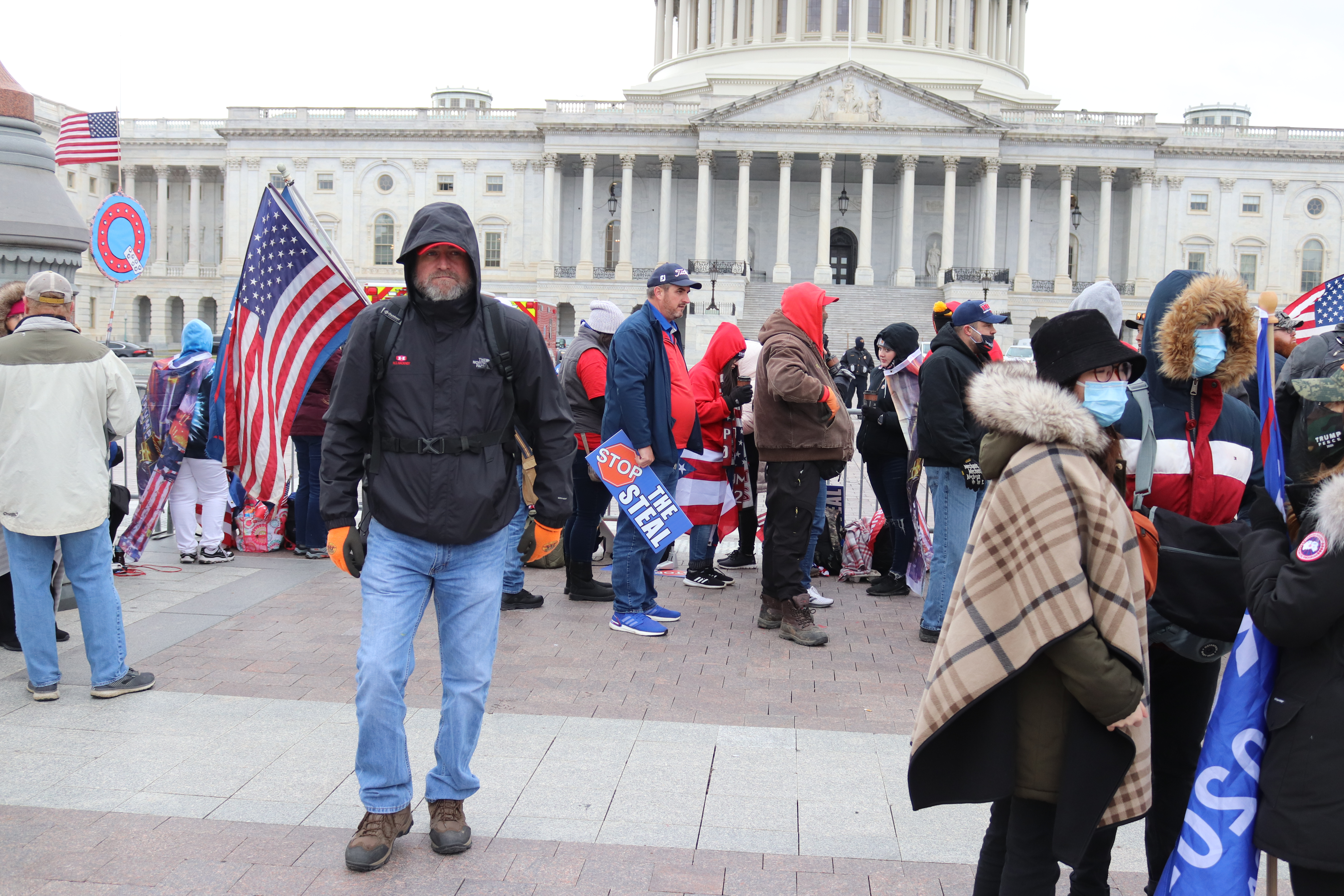
Картонная эмблема QAnon (вверху слева) во время штурма Капитолия в январе 2021 года.

Сторонники QAnon были в числе участников попытки захвата Капитолия во время подсчёта голосов коллегии выборщиков в Конгрессе. Это стало причиной удаления и запрета многих связанных с теорией заговора учётных записей и контента. Хотя движение QAnon потеряло многих сторонников с проигрышем Дональда Трампа на выборах в 2020 году и с вступлением Джо Байдена на президентский пост, наиболее упорные из них продолжали верить, что Трамп неким образом будет восстановлен на посту президента — например, Верховный суд США отменит результаты выборов 2020 года и вернёт Трампа в президенты. Дата такого «восстановления» последовательно назначалась на 20 января, 4 марта и 13 августа 2021 года, но ни в один из этих дней «восстановление» так и не состоялось.